# Мокрена
Мокрена (нем. Mockrehna) — община в Германии, в земле Саксония. Подчиняется административному округу Лейпциг. Входит в состав района Северная Саксония.  
Население составляет 5293 человека (на 31 декабря 2010 года). Занимает площадь 115,18 км².
Коммуна подразделяется на 9 сельских округов.